# Akira Kawaguchi
Akira Kawaguchi (川口 晃 Kawaguchi Akira?,  nacido el 24 de enero de 1967 en Kashiwa, Chiba) es un exfutbolista japonés. Jugaba de guardameta y su último club fue el Fukushima FC de Japón.

## Trayectoria

### Clubes
| Club                 | País  | Año         |
| -------------------- | ----- | ----------- |
| Efini Sapporo        | Japón | ???? - 1992 |
| Sanfrecce Hiroshima  | Japón | 1993 - 1994 |
| Nagoya Grampus Eight | Japón | 1995        |
| Fukushima FC         | Japón | 1996 - 1997 |

## Palmarés

### Títulos nacionales
| Título             | Club                 | País  | Año  |
| ------------------ | -------------------- | ----- | ---- |
| Copa del Emperador | Nagoya Grampus Eight | Japón | 1995 |